# Ascidia colleta
Ascidia colleta is een zakpijpensoort uit de familie van de Ascidiidae. De wetenschappelijke naam van de soort werd voor het eerst geldig gepubliceerd in 1970 door het echtpaar Claude en Françoise Monniot.